# Marlow-Verband
Als Marlow-Verband wird der diagnostische Verschluss eines Auges mittels eines Okklusionspflasters über einen Zeitraum von mehreren Tagen bezeichnet. Zweck dieses volldissoziierenden Verfahrens ist die vollständige Unterbrechung des beidäugigen Sehens, um bestimmte Erkenntnisse und Hinweise im Zusammenhang mit Augenmuskelgleichgewichtsstörungen (Schielen) zu erhalten. In den meisten Fällen wird ein Marlow-Verband durchgeführt, um zu klären, ob
- so genannte asthenopische Beschwerden auf Störungen des Binokularsehens zurückzuführen sind oder
- ein latentes Schielen (Heterophorie) vorhanden ist, welches sich auf anderem Wege nicht nachweisen lässt oder
- sich das Ausmaß eines latenten oder manifesten Schielens verändert (latente Komponente, dynamischer Schielwinkel).

## Herkunft
Als Erfinder dieses Untersuchungsverfahrens gilt der US-amerikanische Augenarzt F. W. Marlow, der sich bereits 1897 mit den diesem Verfahren zugrunde liegenden Prinzipien beschäftigte, nachdem er einen Patienten behandelt hatte, der nach mehrtägigem Verband eines verletzten Auges über akute Doppelbilder klagte.

## Prinzip und Durchführung
Dem Verfahren liegt die Überlegung zugrunde, das beidäugige Sehen und somit die sensorische und motorische Fusion vollständig zu unterbrechen, um auf diese Art eine so genannte relative oder fusionsfreie Ruhelage zu erlangen, in der sich das Augenmuskelgleichgewicht – unbeeinflusst von eigenen innervationellen Aktivitäten zur Aufrechterhaltung des Binokularsehens – einstellen kann. Insbesondere bei der präoperativen Diagnostik und zur Ermittlung eines dynamischen – meist des größten – Schielwinkels als Basis für eine korrekte Operationsdosierung ist das Verfahren von Bedeutung, ebenso zur Abklärung, ob eine Prismenverordnung sinnvoll sein könnte oder nicht. 
Der Marlow-Verband ist eine diagnostische Maßnahme, die dann zum Einsatz kommt, wenn die sonstigen Untersuchungsergebnisse mehrdeutig sind und andere Verfahren keine entsprechend verwertbaren Resultate erbracht haben. Bei manifesten Schielerkrankungen wird die Okklusion auf dem nicht führenden Auge aufgebracht und darf während der verordneten Dauer nicht abgenommen werden, auch nicht zum Schlafen. Erst zur Untersuchung selbst, die in Form verschiedener Schielwinkelmessungen in einem abgedunkelten Raum erfolgt, wird der Verband abgenommen.

## Risiken
Während des Tragens eines Marlow-Verbandes bestehen für den Patienten beträchtliche Einschränkungen, bspw. hinsichtlich seines Gesichtsfeldes und räumlichen Sehens. Ein Führen von Kraftfahrzeugen oder das Bedienen von Maschinen sollte deshalb unterbleiben.
Die Unterbrechung des Binokularsehens für mehrere Tage ist mit einem gewissen Risiko verbunden, ein ggf. bestehendes latentes Schielen zum Dekompensieren zu bringen und so persistierende Doppelbilder auszulösen. Ein Marlow-Verband ist deshalb nur unter entsprechender Indikation und nach ausführlicher Aufklärung des Patienten durchzuführen.